# Dravski Dvor
Dravski Dvor (německy: Drauhof) je část občiny Miklavž na Dravskem polju v Podrávském regionu ve Slovinsku. Rozkládá se v historickém regionu Dolní Štýrsko. Je to sídlo typu vesnice.

## Geografie
Dravski Dvor se nachází v nadmořské výšce 255 m n. m. Vesnice je na severovýchodě ohraničena přívodním kanálem pro vodní elektrárnu Zlatoličje.

## Obyvatelstvo
V roce 2002 žilo ve vsi Dravski Dvor 573 obyvatel na ploše 190 ha.